# Pal Kepenyes
Pal Kepenyes (Kondoros, Hungría, 8 de diciembre de 1923 - Acapulco, 28 de febrero de 2021) fue un reconocido escultor, creador e investigador del arte mexicano de origen húngaro. Desde 1959 y hasta su fallecimiento residió en Acapulco, Guerrero, donde tuvo su Casa Estudio. 

## Vida
Desde su infancia era un “solitario”, ya que —a decir del Maestro Kepenyes— «apreciaba más los juguetes hechos por mí mismo, que a mis compañeros». Por lo dijo que a los nueve años, descubrió que el era escultor, así que se dedicó a desarrollar su talento. Después de la Segunda Guerra Mundial se inscribió en la Escuela de Artes Decorativas, en Budapest, como un paso previo para ingresar a la Academia Superior de Bellas Artes, donde ingresó y fue alumno del insigne maestro Béni Ferenczy.
Fue prisionero de guerra del régimen estalinista, estuvo dos años en incomunicación y tres en trabajos forzados, como el describe "humillado y hambriento, una sombra, sin nombre, un número, sin espejo, sin pluma, sin libros ni papel, únicamente yo" sobrevivió en esos años diseñando figuras y obras que posteriormente creó. Finalmente en 1956 con la gloriosa Revolución Húngara recuperó su libertad y tuvo que salir de su país, llegó a Francia y estudió en la Escuela Superior de las Bellas Artes, en la Rue Bonaparte, en París, al mismo tiempo que trabajó en la Fábrica de Sevres. Vivía en la Cité Univercité de París, en la casa de las provincias. Fue ahí donde conoció a estudiantes de varias partes del mundo, entre ellos los mexicanos que le dieron la oportunidad de conocer el arte y la cultura de México de aquella época. En 1959 llegó a México, des cubriéndolo como un país vasto, libre y con enormes posibilidades, se dedicó a conocer su cultura y sitios arqueológicos y tomó la nacionalidad mexicana el 27 de octubre de 1975.

## Obra
Su obra incluye desde miniaturas y joyas escultóricas, hasta piezas monumentales en distintas ciudades de México: El Pueblo del Sol, en Acapulco; El Baile, en Atizapán, Edo. de México; La Familia, en Monterrey, Nuevo León; "Kofiapa", Embajada de Hungría en la Ciudad de México. Además de Esculturas monumentales en Hungría y Texas, Estados Unidos. Sus creaciones han recorrido el mundo, visitando países como París, Londres, Tokio, Berlín, Canadá, Estados Unidos, Austria, Holanda y por supuesto, México, en donde tiene una exposición permanente en su Casa Estudio. Con más de noventa años sigue creando proyectos y piezas nuevas, siempre en compañía de su esposa Lumi Dehesa. 
La famosa escultura “El Pueblo del Sol” es monumento metálico, de ocho metros de diámetro y 17 toneladas de peso, colocado en el Bulevar  de las naciones de Acapulco en marzo de 1993, como encargo del entonces Gobernador del Estado José Francisco Ruiz Massieu (1987-1993). Fue renovada totalmente en abril de 2019 bajo la supervisión del autor y por encargo Lic. Héctor Astudillo Flores, actual Gobernador del Estado de Guerrero. "El Pueblo del Sol", de acuerdo a su autor "resume la experiencia de quien llega a Acapulco y siente la brisa, el calor del paraíso, el sabor el mar y la alegría en general, que disfruta bailando del anochecer al alba"
Su obra se compone de series como "Conciencia del Secreto", "Secuencias acumuladas", "Sens metapales" "Los Vivos", "Animalescos"  y "El Mundo Roto"; maneja además todos los formatos de tamaños con gran precisión y detalle, desde esculturas en miniatura y joyería escultórica hasta obras monumentales. En su estilo procura elaborar el trabajo de manera artesanal, con el mínimo de maquinaria o tecnología, transmitiendo así la idea y concepto del objeto. Trabaja con gemas y metales preciosos como el latón y aleaciones de cobre, plata y oro; une distintos elementos con fuerza explosiva y carácter únicos que invitan al espectador a entrar en su universo y filosofía de la forma. Para el maestro es importante la conexión entre el espectador y la obra, de ahí que su obra Vivos tiene como característica la movilidad, el espectador puede interactuar con la obra y modificarla a su gusto, creando una interpretación personal. En la joyería escultórica también maneja el concepto de que cada pieza se integra de manera personal a quien la usa, dándole así una presentación y expresión única a cada pieza.
En su obra se pueden apreciar representaciones románticas, lúdicas y sociales de la historia, el hombre y la naturaleza, que es contada por los metales yuxtapuestos, las composiciones geométricas, mecánicas o multiformes fuera de lo común. Es indudable que su temática radica en el hombre, su multidimensionalidad y su relación e interacción con el espacio y los demás seres con los que cohabita, es decir, el mundo y sus infinitas posibilidades.

## Manifiesto
Proclamo que soy un ser que vive:
Que soy joven y viejo, que necesito respirar, comer.
Que quiero a todos.
Que quiero verme, que quiero que me vean.
Que estoy jugando.
Que creo en lo que hago.
Que el arte no es arte, que es magia, ilusión, religión.
¡Que es sentir la vida!
Que su función es vital.
Que quiero que lo juzguen.
Que si existen las máquinas, sobreviva la mano.
¡Que subsiste el individuo!
¡Que no haya muerte!
PAL KEPENYES KOVAC